# Idruro di diisobutilalluminio
L'idruro di diisobutilalluminio è il composto metallorganico di formula (i-Bu2AlH)2, dove i-Bu rappresenta il gruppo isobutile (-CH2CH(CH3)2). Il nome del composto è variamente abbreviato come DIBAL, DIBAL-H, DIBALH, DIBAH. Questo reattivo di organo-alluminio, inizialmente studiato come co-catalizzatore per la polimerizzazione di alcheni, viene impiegato come riducente in sintesi organica. Il prodotto è disponibile in commercio sia puro che in soluzione di solventi organici come tetraidrofurano ed esano; la sua reattività è intermedia tra quella del tetraidroalluminato di litio (LiAlH4) e quella del boroidruro di sodio (NaBH4).

## Sintesi
Il composto può essere ottenuto riscaldando triisobutilalluminio in forma dimera per indurre una beta eliminazione dell'idrogeno:
{\displaystyle {\ce {(i-Bu3Al)2 -> (i-Bu2AlH)2 + 2(CH3)2C=CH2}}}

## Proprietà
Come per la maggior parte dei composti di organo-alluminio, la struttura del composto è più complessa di quella suggerita dalla formula minima. Dati ottenuti con tecniche diverse suggeriscono che il composto formi dimeri (vedi figura) e trimeri, contenenti centri di alluminio tetracoordinato che condividono leganti a ponte idruro.

## Utilizzo in sintesi organica
Il composto è utile in sintesi organica per svariate reazioni di riduzione, ad esempio per la conversione di acidi carbossilici e nitrili ad aldeidi. DIBAL riduce efficacemente gli esteri α-β insaturi al corrispondente alcool allilico. LiAlH4 riduce invece esteri e cloruri acilici ad alcoli primari, e i nitrili ad ammine primarie. DIBAL reagisce lentamente con composti poveri di elettroni, e più velocemente con composti ricchi di elettroni; in questo senso DIBAL è un riducente elettrofilo, mentre LiAlH4 può essere considerato un riducente nucleofilo.
Sebbene DIBAL riduca in modo affidabile i nitrili ad aldeidi, la riduzione degli esteri allo stesso gruppo funzionale è una reazione tremendamente esigente che in pratica porta a miscele di alcoli e aldeidi. Questa difficoltà è stato risolta con un attento controllo delle condizioni di reazione tramite un sistema chimico a flusso continuo.

## Tossicità / Indicazioni di sicurezza
Il composto si infiamma spontaneamente all'aria e reagisce violentemente con acqua liberando idrogeno gassoso (infiammabile). Danneggia gravemente la pelle, le mucose e le vie respiratorie; provoca gravi lesioni oculari. Non ci sono dati che indichino proprietà cancerogene.